# Aruncus
Aruncus es un género de plantas perteneciente a la familia de las rosáceas.

## Taxonomía
Aruncus  L. (en Opera Varia 259. 1758). Especie tipo: Aruncus sylvester Kostel. (en Ind. Pl. Hort. Bot. Prag. 15. 1844) (Spiraea aruncus L.)
Sinónimos
- Pleiosepalum Hand.-Mazz.: Anz.Akad.Wiss.Wien Math.-Nat.Kl.59: 139. 1922. Especie tipo: Pleiosepalum gombalanum Handel-Mazzetti. También Pleiosepalum  Moss: J.Bot.69:65.t.596. 1931 (non Handel-Mazzetti 1922). Especie tipo: Pleiosepalum mosambicinum Moss = Krauseola Pax et Hoffmann 1934, pero de la familia Caryophyllaceae.  (enlace roto disponible en Internet Archive; véase el historial, la primera versión y la última).

Aruncus spp.
- Aruncus acuminatus Rydb.: N. Amer. Fl. 22: 255. 1908
- Aruncus aethusifolius (H.Lév.) Nakai: Bot. Mag. (Tokyo) 1912, xxvi. 325
  - Astilbe thunbergii var. aethusifolius H.Lév.
- Aruncus allegheniensis Rydb.: N. Amer. Fl. 22: 256. 1908
- Aruncus americanus Raf.: Sylva Tellur. 152. 1838
- Aruncus aruncus Shafer: Ann. Carneg. Mus. i. 44
- Aruncus aruncus Karst.: Deutsche Fl. 779 (1880-3)
- Aruncus astilboides Maxim.: Act. Hort. Petrop. vi. (1879) 171
- Aruncus dioicus (Walter) Fernald: Rhodora 41: 423. 1939 - barba de cabrón[2] o barba de chivo
  - Actaea dioica Walter 
  - Aruncus asiaticus Pojark.: Fl. URSS ix. 311, 491 (1939)
  - Aruncus dioicus'' var. ''kamtschaticus (Maxim.) H.Hara
  - Aruncus silvestris Kostel. ex Opiz: Ind. Hort. Prag. 15. 1844
  - Aruncus vulgaris Raf.: Sylva Tellur. 152. 1838
- Aruncus gombalanus Hand.-Mazz.: Anz. Akad. Wiss. Wien, Math.-Nat.1923, lx.152 (1924)
- Aruncus kamchaticus Rydb.: N. Amer. Fl. 22: 256. 1908
- Aruncus kyusianus Koidz.: Acta Phytotax. Geobot. 1936, v. 41
- Aruncus laciniatus Hara: J. Jap. Bot. 1933, ix. 514, in sin.
- Aruncus parvulus Komarov: Bull. Jard. Bot. Acad. Sc. URSS, 1931, xxx. 203 (1932)
- Aruncus pubescens Rydb.: N.Amer.Fl. 22: 256. 1908
- Aruncus subrotundatus Tatew.: Veg.Apoi, 89, 129 (1928); Hara in Bot.Mag.,Tokio, xlix. 115. 1935